# Igraszki z losem
Igraszki z losem – amerykańska komedia z 1996 roku.

## Obsada
- Ben Stiller - Mel Coplin
- Patricia Arquette - Nancy Coplin
- Téa Leoni - Tina Kalb
- Alan Alda - Richard Schlichting
- Mary Tyler Moore -  Pearl Coplin
- George Segal - Ed Coplin
- Lily Tomlin - Mary Schlichting
- Josh Brolin - Tony Kent
- Celia Weston - Valerie Swaney
- Richard Jenkins - Paul Harmon